# キャメロン・マイケル・カー
キャメロン・マイケル・カー（Cameron Michael Carr OAM、1977年8月13日 - ）は、オーストラリアの車いすラグビー選手。2008年パラリンピックで銀メダルを、2012年パラリンピックで金メダルを獲得した。

## 生涯
キャメロン・マイケル・カーは1977年8月13日にクイーンズランド州ブリスベンで誕生。父のノーム・カーはラグビーリーグのクイーンズランド州代表に選ばれ、ステート・オブ・オリジンに出場した。
カーは19歳の時にシドニー・ロースターズと契約。21歳の誕生日のとき、眠りに落ちた彼は、友人に車で自宅まで送ってもらった。その途中、彼は自動車衝突事故に巻き込まれた。この衝突により、彼は首に損傷を負った。
彼は2003年に初めて車いすラグビー競技に出場し、2005年にオーストラリア代表に選出された。2008年パラリンピックで銀メダルを、2012年パラリンピックで金メダルを獲得した。彼は車いすラグビーオーストラリア代表の一員として、2010年世界選手権で銀メダル、2014年世界選手権で金メダルを獲得した。
2014年、彼は「2012年ロンドンパラリンピックで金メダルを獲得した栄誉を称えて」、オーストラリア勲章メダルを受章した。彼は2016年夏季パラリンピックでもオーストラリア代表に選出された。